# Meurtre en eaux troubles
Meurtre en eaux troubles est un épisode de la série télévisée d'animation Les Simpson. Il s'agit du neuvième épisode de la trente-cinquième saison et du 759e de la série.

## Synopsis
À la demande de Lisa, la famille Simpson embarque sur un paquebot à thème pop culture où se trouve Taika Waititi. Le vendeur de BD y dévoile sa dernière fierté : une figurine rare de Radioactive Man fabriquée par erreur avec des griffes de Wolverine. Mais lorsque la précieuse figurine est décapitée peu après sa présentation, Bart devient le principal suspect à cause d'une altercation récente avec Le vendeur de BD. Lisa se lance alors dans une enquête pour découvrir la vérité.

## Réception
Lors de sa première diffusion, l'épisode a attiré 2,08 million de téléspectateurs.